# Autoblog.com
Autoblog.com è un sito Internet di informazione automobilistica, aperto alle novità del mercato dell'auto, ai temi della mobilità urbana, sostenibile ed elettrica. È proprietà di AOL, tramite la controllata Weblogs, Inc., che nel 2011 ha comunicato il superamento della quota di 2.4 mln di visualizzazioni al mese. Le sue inchieste e approfondimenti sono citati da U.S. News & World Report e da Business Week, mentre le sue immagini sono concesse su licenza a CNN Money.
Il sito dispone di una struttura editoriale professionale, con una funzione specializzata nella realizzazione e post-produzione delle immagini. La redazione era suddivisa in tre canali tematici:
- Autoblog.com (divisione principale): copre i principali aspetti del mondo dell'auto;
- AutoblogGreen: copre l'evoluzione ambientale e i veicoli ecologici, in particolare quelli elettrici, all'interno dell'industria automobilistica.
- Autoblog international: sebbene Autoblog abbia avuto diverse edizioni internazionali, AOL Inc. non è stata in grado di trovare un modello di business sostenibile, proponendosi di concentrare la raccolta pubblicitaria nel Regno Unito e negli Stati Uniti. In assenza di una redditività adeguata delle pagine, nonostante alti volumi di traffico Internet, la società decise di chiudere tutte le sedi estere (in Canada, Regno Unito, Spagna, oltre a Autoblog Auf Deutsch, Autoblog En Francaisse e Autoblog Japan), di ridurre la diversificazione del rischio per diventare più appetibile per Verizon Inc. che ne stava negoziando l'acquisizione. Il 1º maggio fu annunciata la completa chiusura di Autoblog Internazional, atto che costò decine di licenziamenti a fronte della nascita di qualche nuova pubblicazione.[7] La versione di Autoblog in spagnolo, una delle più lette, aveva dichiarato una media di 4,5 milioni di visualizzazioni di pagine prima della chiusura.